# Ammophila stangei
Ammophila stangei är en biart som beskrevs av Menke 1964. Ammophila stangei ingår i släktet Ammophila och familjen grävsteklar. Inga underarter finns listade i Catalogue of Life.